# Ghilarza
Ghilarza (en sard, Bilartzi) és un municipi italià, dins de la província d'Oristany. L'any 2007 tenia 4.627 habitants. Es troba a la regió de Barigadu. Limita amb els municipis d'Abbasanta, Aidomaggiore, Ardauli, Bidonì, Boroneddu, Busachi, Fordongianus, Norbello, Paulilatino, Sedilo, Soddì, Sorradile, Tadasuni i Ula Tirso.

## Administració
| Període | Identitat       | Partit        |
| ------- | --------------- | ------------- |
| 2005-   | Stefano Licheri | Llista cívica |